# Museu do Eucalipto
O Museu do Eucalipto foi criado em 1916 por Edmundo Navarro de Andrade e se localiza na Floresta Estadual Edmundo Navarro, conhecida antes de 2002 como Horto Florestal, em Rio Claro (SP). É dividido em 16 salas temáticas, que reúnem o resultado de 39 anos de pesquisas de Andrade, também fundador do Horto Florestal, além de objetos e móveis feitos com a própria madeira da árvore. É considerado único no mundo por conta de quase 4 décadas de estudos sobre o eucalipto. Seu acervo histórico, científico e cultural tem uma grande relevância, principalmente por se constituir como referência mundial no cultivo de eucalipto.
O museu surgiu da ideia de Edmundo querer tornar disponível, de uma maneira mais ampla, os resultados de suas próprias pesquisas com o eucalipto em uma entidade museológica. Os 39 anos de pesquisas abrangem a história do eucalipto, sua trajetória até ser introduzido no Estado de São Paulo e sua relação com a implantação das linhas férreas, além de seus usos feitos ao longo do tempo.
A instituição completou 100 anos em 2016 e foi reinaugurada em abril do mesmo ano, já que algum tempo antes ela precisava de investimentos para sua preservação. Para comemorar o centenário, foi feita uma programação especial que incluía atividades sobre o próprio acervo.